# Filip Johansson

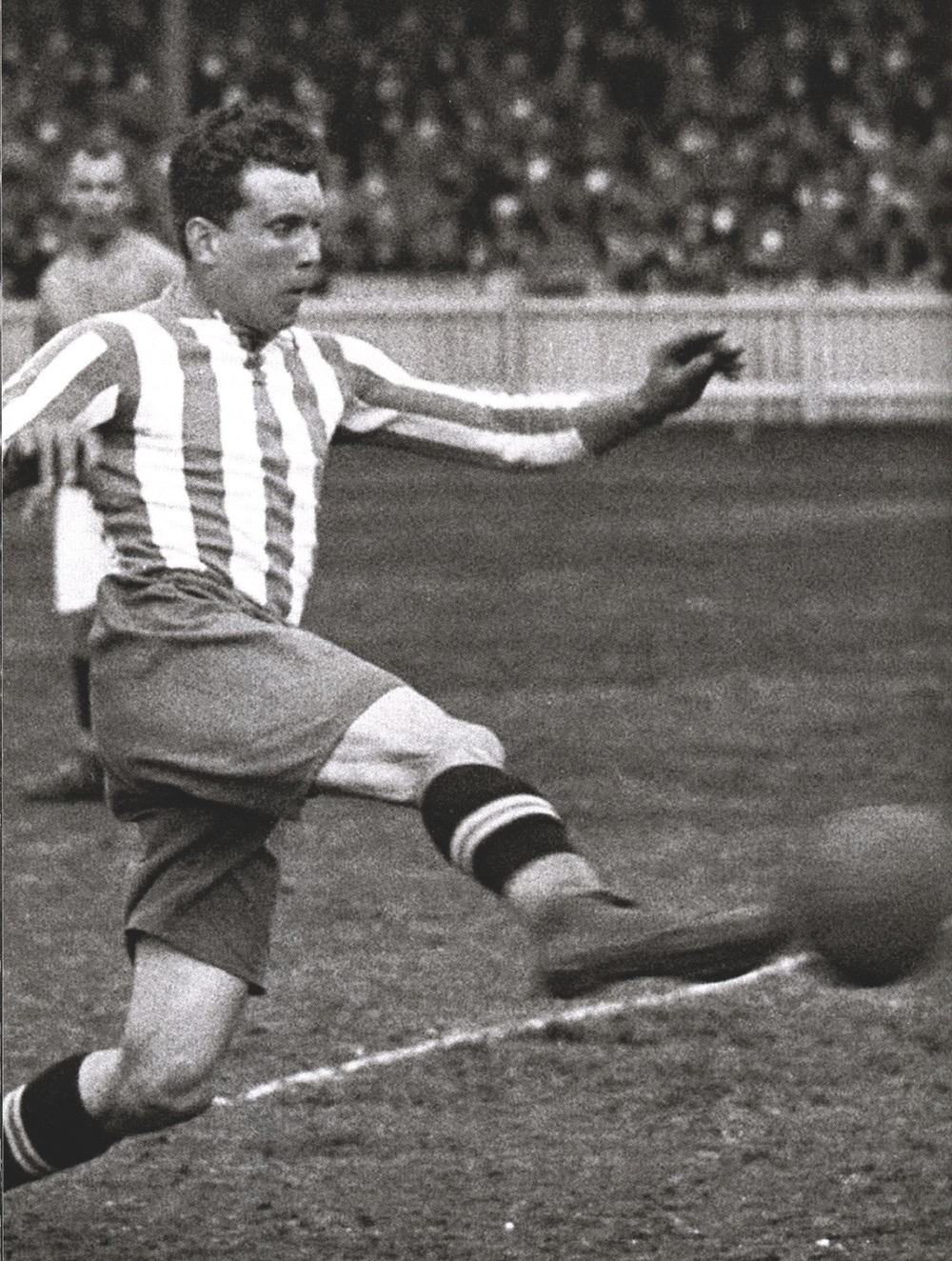

John Filip Valter Johansson (Surte, 21 juni 1902 – 1 november 1976) was een bekende Zweedse voetballer. Zijn bijnaam was Svarte-Filip, wat Zwarte Filip betekent. Deze bijnaam had hij te danken aan zijn zwarte haar. Naast voetbal speelde hij ook Bandy voor Surte IS.
Hij startte zijn carrière bij de lokale club in Surte, daarna speelde hij voor Fässbergs IF en Trollhättans IF, voordat hij in 1924 voor IFK Göteborg ging spelen. In datzelfde jaar debuteerde hij in het Allsvenskan. In zijn debuutjaar  scoorde hij 39 goals in 21 wedstrijden, wat nog steeds een record is. Gedurende zijn negen seizoenen bij de IFK Göteborg speelde hij 227 wedstrijden, waarin hij 333 goals maakte. Hij won met zijn club nooit de nationale titel, maar werd drie keer tweede en drie keer vierde. Hij speelde 16 wedstrijden voor het Zweedse nationale elftal, waarin hij 14 keer scoorde.